# Eburodacrys crassimana
Eburodacrys crassimana är en skalbaggsart som beskrevs av Pierre Émile Gounelle 1909. Eburodacrys crassimana ingår i släktet Eburodacrys och familjen långhorningar.
Artens utbredningsområde är:
- Paraguay.
- Surinam.

Inga underarter finns listade i Catalogue of Life.